# Ереварк
Ерева́рк или Ерива́рк (арм. Երևարք) — гавар провинции Туруберан Великой Армении.

## География
Ериварк находится на южной оконечности провинции Туруберан − на юго-западном побережье озера Ван. С запада Ереварк граничит с гаваром Бзнуник, на севере его воды омываются озером Ван, на востоке проходит граница с гаваром Рштуник, на юге − с Арвениц Дзором, а на юго-западе − Татиком. На востоке Ереварка находится гора Эндзакиарс (арм. Ընձաքիարս լեռ).